# Canada do Graciosa
A Canada do Graciosa é um antigo conjunto habitacional português localizado na Vila do Corvo, ilha do Corvo, arquipélago dos Açores que se destaca palas características arquitectónicas aplicadas nos edifícios e via de comunicação. Este conjunto arquitectónico remonta ao século XVII e ao século XVIII, tendo todo o conjunto construído sido feito exclusivamente em pedra.
Devido à sua tipicidade este conjunto edificado encontra-se protegido pela Resolução n.º 69/97, de 10 de Abril, do Governo Regional dos Açores e faz parte do Inventário do Património Histórico e Religioso da ilha do Corvo.
Apresenta-se formado pela via de comunicação denominada Canada do Graciosa e pelas habitações que se desenvolveram ao longo desta. Caracteriza-se por ser uma via de comunicação é estreita e pavimentada com calhau rolado de origem marinha e encontra-se totalmente construída em pedra vulcânica típica da ilha.
Os edifícios habitacionais, estão na sua generalidade, dispostos com as empenas voltadas para a referida canada e encostadas umas às outras ou muito próximas. São construídas em alvenaria de pedra, surgindo algumas rebocadas. Têm dois pisos e coberturas de duas águas originalmente em telha de meia-cana tradicional dos Açores.
É ainda nesta canada que se situa o Museu do Corvo